# Reprezentacja Polski U-21 w piłce nożnej plażowej mężczyzn
Reprezentacja Polski U-21 w piłce nożnej plażowej mężczyzn – zespół piłki plażowej do lat 21, reprezentujący Rzeczpospolitą Polską w meczach i sportowych imprezach międzynarodowych. Kadra U-21 jest jedynym młodzieżowym zespołem piłkarskim w kraju, powoływanym przez selekcjonera, w którym występować mogą wyłącznie zawodnicy posiadający obywatelstwo polskie. Za jej funkcjonowanie odpowiedzialny jest Polski Związek Piłki Nożnej (PZPN). Obecnie jej trenerem jest Wojciech Polakowski.

## Historia
Polski Związek Piłki Nożnej w 2016 powołał młodzieżową reprezentację. Pierwszy trener kadry U-21, Wojciech Polakowski, na pierwsze zgrupowanie wybrał najbardziej wyróżniających się zawodników Młodzieżowych Mistrzostw Polski 2016, które odbyły się na początku lipca w Gdańsku. Głównym czynnikiem utworzenia reprezentacji było zorganizowanie turnieju Talent Beach Soccer Tournament, który został rozegrany w węgierskim Siófok.

## Selekcjoner reprezentacji Polski U-21
| Selekcjoner         | Lata  |
| ------------------- | ----- |
| Wojciech Polakowski | 2016- |

## Lista meczów reprezentacji
| Nr   | Przeciwnik     | Miejsce    | Data       | Impreza                             | Wynik (Polska – przeciwnik) | Bramki dla Polski | Źrodło |
| ---- | -------------- | ---------- | ---------- | ----------------------------------- | --------------------------- | --- | ------ |
| 2016 |                |            |            |                                     |                             | |        |
| 1.   | Węgry U-21     | Siófok     | 29 lipca   | Talent Beach Soccer Tournament 2016 | 2:3                         | Krystian Klawikowski (1), Piotr Szostak (1) | [ 3 ]  |
| 2.   | Francja U-21   | Siófok     | 30 lipca   | Talent Beach Soccer Tournament 2016 | 1:4                         | Piotr Szostak (1) | [ 3 ]  |
| 3.   | Białoruś U-21  | Siófok     | 31 lipca   | Talent Beach Soccer Tournament 2016 | 8:4                         | Filip Gac (5), Eryk Becker (1), Arkadiusz Błaszczyk (1), Piotr Szostak (1)                                                                                           | [ 3 ]  |
| 2017 |                |            |            |                                     |                             | |        |
| 4.   | Ukraina U-21   | Siófok     | 16 czerwca | Talent Beach Soccer Tournament 2017 | 7:5                         | Jakub Bistuła (3), Filip Gac (1), Krystian Klawikowski (1), Bartosz Placek (1), Bartosz Szloser (1)                                                                  | [ 4 ]  |
| 5.   | Francja U-21   | Siófok     | 17 czerwca | Talent Beach Soccer Tournament 2017 | 1:4                         | brak danych (1) | [ 4 ]  |
| 6.   | Hiszpania U-21 | Siófok     | 18 czerwca | Talent Beach Soccer Tournament 2017 | 2:7                         | Krystian Klawikowski (1), brak danych (1) | [ 4 ]  |
| 2018 |                |            |            |                                     |                             | |        |
| 7.   | Czechy U-21    | Poznań     | 19 maja    | mecz towarzyski                     | 10:3                        | Krystian Klawikowski (2), Arkadiusz Kłopeć (2), Jakub Bistuła (1), Dominik Becker (1), Mateusz Kiklaisz (1), Karol Kruk (1), Bartosz Placek (1), Bartosz Szloser (1) | -      |
| 8.   | Czechy U-21    | Poznań     | 20 maja    | mecz towarzyski                     | 2:2, rz. k. 3:1             | Bartosz Placek (1), brak danych (1) | -      |
| 9.   | Węgry U-21     | Siófok     | 15 czerwca | Talent Beach Soccer Tournament 2018 | 7:5                         | brak danych (7) | -      |
| 10.  | Francja U-21   | Siófok     | 16 czerwca | Talent Beach Soccer Tournament 2018 | 4:2                         | brak danych (4) | -      |
| 11.  | Hiszpania U-21 | Siófok     | 17 czerwca | Talent Beach Soccer Tournament 2018 | 4:7                         | Jakub Bistuła (2), Dawid Kiełczyński (1), Arkadiusz Kłopeć (1) | -      |
| 2019 |                |            |            |                                     |                             | |        |
| 12.  | Czechy U-21    | Poznań     | 24 maja    | mecz towarzyski                     | 8:1                         | Grzegorz Brochocki (2), Mariusz Karpiński (2), Jakub Bistuła (1), Mateusz Kiklaisz (1), Artur Meloyan (1), Bartosz Szloser (1),                                      | [ 5 ]  |
| 13.  | Francja U-21   | Poznań     | 26 maja    | mecz towarzyski                     | 4:5                         | Norbert Błaszczyk (1), Grzegorz Brochocki (1), Arkadiusz Kłopeć (1), Maciej Ranoszek (1)                                                                             | [ 6 ]  |
| 14.  | Hiszpania U-21 | Budakalász | 12 lipca   | Talent Beach Soccer Tournament 2019 | 3:7                         | Arkadiusz Kłopeć (2), Bartosz Szloser (1) | [ 7 ]  |
| 15.  | Węgry U-21     | Budakalász | 13 lipca   | Talent Beach Soccer Tournament 2019 | 3:3, d. 1:0                 | Jakub Bistuła (2), Mateusz Kiklaisz (1), Arkadiusz Kłopeć (1) | [ 7 ]  |
| 16.  | Czechy U-21    | Budakalász | 14 lipca   | Talent Beach Soccer Tournament 2019 | 5:2                         | Artur Meloyan (2), Jakub Bistuła (1), Mateusz Kiklaisz (1), Arkadiusz Kłopeć (1)                                                                                     | [ 7 ]  |

## Mecze nieoficjalne
| Nr | Przeciwnik            | Miejsce  | Data            | Wynik          | Źródło |
| -- | --------------------- | -------- | --------------- | -------------- | ------ |
| 1. | BSCC Łódź             | Brzeziny | 26 lipca 2016   | 2:5            | [ 8 ]  |
| 2. | Team Słupsk           | Darłowo  | 1 czerwca 2017  | 4:3            | [ 9 ]  |
| 3. | Milenium U-21 Gliwice | Gliwice  | 13 czerwca 2017 | 1:1, pd. 1:0   | [ 10 ] |
| 4. | Hemako Sztutowo       | Gdańsk   | 12 czerwca 2018 | 3:3, rz.k. 4:5 |        |
| 5. | Zdrowie Garwolin      | Garwolin | 9 lipca 2019    | 9:2            | [ 11 ] |

## Występy

### Talent Beach Soccer Tournament
| Rok        | Miejsce | M  | Z | Z pd./rz.k. | P | G+ | G- | +/- |
| ---------- | ------- | -- | - | ----------- | - | -- | -- | --- |
| Węgry 2016 | 3.      | 3  | 1 | 0           | 2 | 11 | 11 | 0   |
| Węgry 2017 | 4.      | 3  | 1 | 0           | 2 | 10 | 16 | -6  |
| Węgry 2018 | 2.      | 3  | 2 | 0           | 1 | 15 | 14 | +1  |
| Węgry 2019 | 2.      | 3  | 1 | 1           | 1 | 12 | 12 | 0   |
| Łącznie    | Łącznie | 12 | 5 | 1           | 6 | 48 | 53 | -5  |

## Bilans meczów z innymi reprezentacjami
| Rywale         | Zwycięstwa | Zw. pd. | Zw. pk. | Porażki | Razem |
| -------------- | ---------- | ------- | ------- | ------- | ----- |
| Białoruś U-21  | 1          | 0       | 0       | 0       | 1     |
| Czechy U-21    | 3          | 0       | 1       | 0       | 4     |
| Francja U-21   | 1          | 0       | 0       | 3       | 4     |
| Hiszpania U-21 | 0          | 0       | 0       | 3       | 3     |
| Ukraina U-21   | 1          | 0       | 0       | 0       | 1     |
| Węgry U-21     | 1          | 1       | 0       | 1       | 3     |

## Rekordziści
Najwięcej goli w kadrze
Stan na koniec sezonu 2018
| #  | Zawodnik             | Gole |
| -- | -------------------- | ---- |
| 1. | Jakub Bistuła        | 8    |
| 2. | Filip Gac            | 7    |
| 3. | Arkadiusz Kłopeć     | 6    |
| 3. | Bartosz Szloser      | 6    |
| 5. | Krystian Klawikowski | 5    |
| 6. | Bartosz Placek       | 4    |
| 7. | Piotr Szostak        | 3    |
| 8. | Dominik Becker       | 1    |
| 8. | Eryk Becker          | 1    |
| 8. | Arkadiusz Błaszczyk  | 1    |
| 8. | Krystian Karolak     | 1    |
| 8. | Mariusz Karpiński    | 1    |
| 8. | Dawid Kiełczyński    | 1    |
| 8. | Karol Kruk           | 1    |
| 8. | samobójcza           | 1    |